# Polis

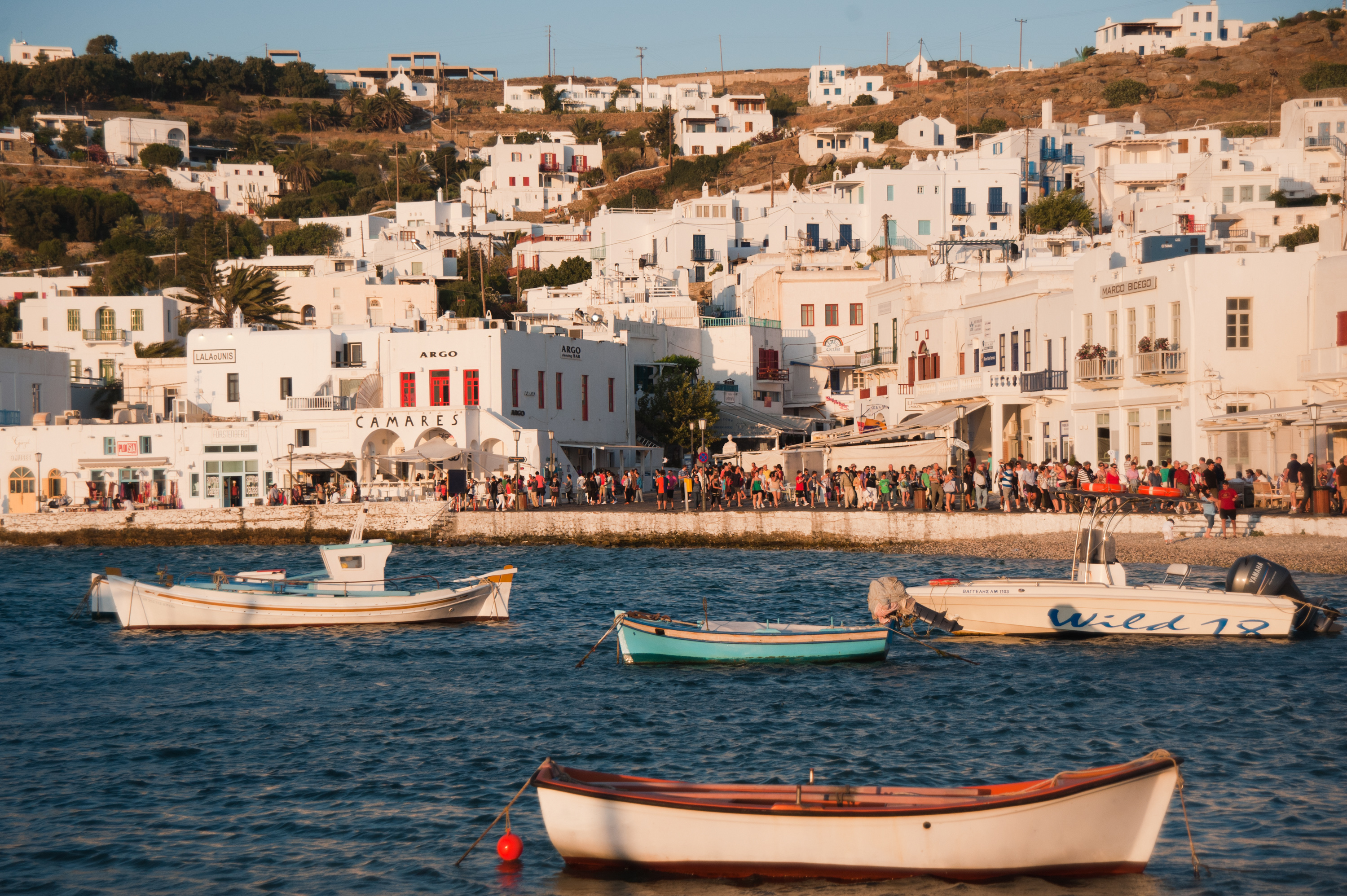
Aspecto actual del puerto de Mikonos.

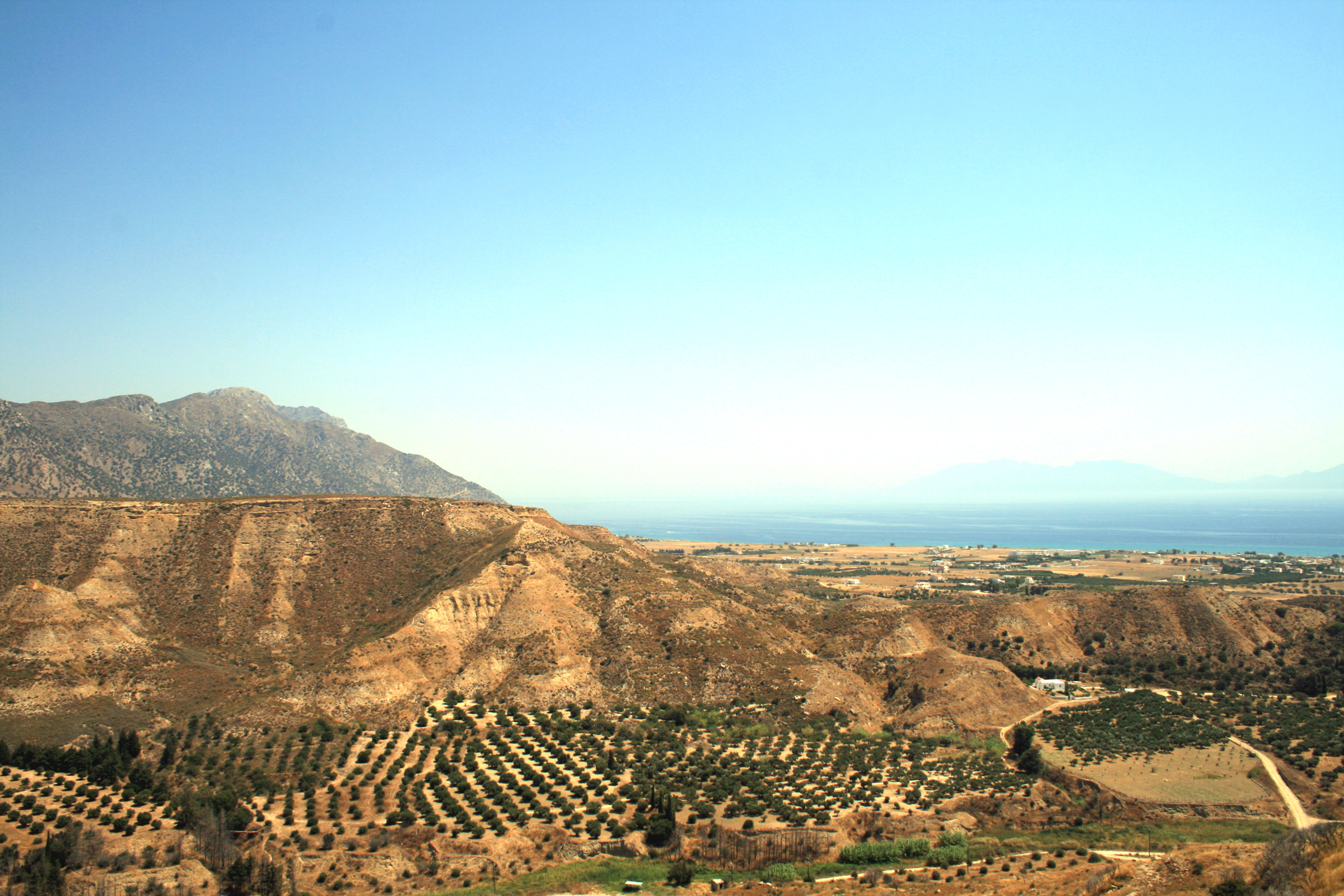
Olivares cercanos a Antimaquia (Αντιμάχεια), en la isla de Cos. El olivo, la vid y los cereales fueron los principales cultivos griegos, como en toda la cuenca del mar Egeo.

Polis (del griego πόλις, romanizado como pólis —plural póleis—, y asentado en español como voz con plural invariable) es la denominación dada a las ciudades-Estado independientes de la antigua Grecia, surgidas en la Edad Oscura mediante un proceso de agregación de núcleos y grupos de población (anteriormente vinculados por el oikos o casa) denominado sinecismo (synoikismós, συνοικισμóς, «juntar las casas» o «habitantes estar juntos»). La unificación entre el núcleo urbano y su entorno rural, característica esencial de la polis arcaica y clásica, se había completado ya hacia la segunda mitad del siglo VII a. C. La polis fue el marco esencial donde se desarrolló y expandió la civilización griega hasta la época helenística y la dominación romana.
La estructura de la polis conlleva un establecimiento urbano (ἄστυ, asty), generalmente instalado al pie de una ciudadela elevada (ἀκρόπολις, acrópolis), junto con una parte rústica (χώρα, chora), compuesta por las tierras propiedad de los ciudadanos particulares, los campos sin cultivar, y los bosques. La polis comprendía la ciudad amurallada, los campos de cultivo y pastoreo, y los puertos que la comunicaban con el exterior. Cada polis controlaba su territorio, en el que se consideraba autosuficiente (autarquía económica, αὐτάρκεια, autarkeia), considerando como ideal supremo la independencia y la no sumisión a ningún poder exterior (soberanía o autarquía política); lo que no impedía la formación de distintos tipos de alianzas entre polis (anfictionía, αμφικτιονία, «construir juntos»; simaquía, συμμαχία, «luchar juntos», koinón κοινόν, «común», traducido habitualmente como «liga»).
La gran compartimentación geográfica, tanto en Grecia continental como en las islas, produjo que el tamaño medio de las polis fuera reducido: una población no mayor de diez mil habitantes, sobre una superficie entre mil y tres mil kilómetros cuadrados. Además de la polis, existían otros tipos de asentamientos que recibían otras denominaciones: kome (κώμη, «aldea», una localidad no amurallada; Tucídides describía a Esparta, que no tenía murallas —los espartanos se enorgullecían de ello—, como la reunión de cuatro de estas kome, y suponía que el resto de las polis griegas habían surgido por sinecismo entre antiguas kome), apoikia (ἀποικία, «colonia»), katoikia (κατοικία, colonias militares que no desarrollan instituciones políticas plenas), emporion (ἐμπόριον, colonias comerciales), cleruquía (κληρουχία, asentamiento agrícola-militar propio de la colonización ateniense) y varios tipos de guarniciones militares (φρούριον, phrourion; στρατόπεδον, stratopedon; katoikia).
Socialmente, la polis se caracterizó por la existencia de tres grupos: los ciudadanos (polítes, πολίτης), que disfrutaban de todos los derechos, los metecos (métoikos, μέτοικος, «el que ha cambiado de oikos»), sin derechos, pero libres; y los esclavos (doûlos, δοῦλος), privados de libertad y que no disponían de ningún derecho. Como corresponde a su situación histórica, las mujeres tampoco eran consideradas ciudadanos y, por lo tanto, tampoco tenían derechos. La identificación con la polis era fortísima para el hombre griego, hasta tal punto que el destierro (ostracismo) fuera la suprema condena.

## Expansión exterior de las polis

### Comercio marítimo
El mar (el Egeo y todo el Mediterráneo) se convirtió en el mejor medio para poner en contacto las polis griegas entre sí y con otras civilizaciones, estableciéndose un activo comercio de todo tipo de productos a larga distancia (llegando hasta la Europa del Norte y el Asia Central), hasta el punto de que muchas de las ciudades-estado dependían en gran medida del comercio marítimo. Los griegos se convirtieron en excelentes marinos, habilidad aprovechada tanto en asuntos civiles como militares.

### Metrópolis y colonias

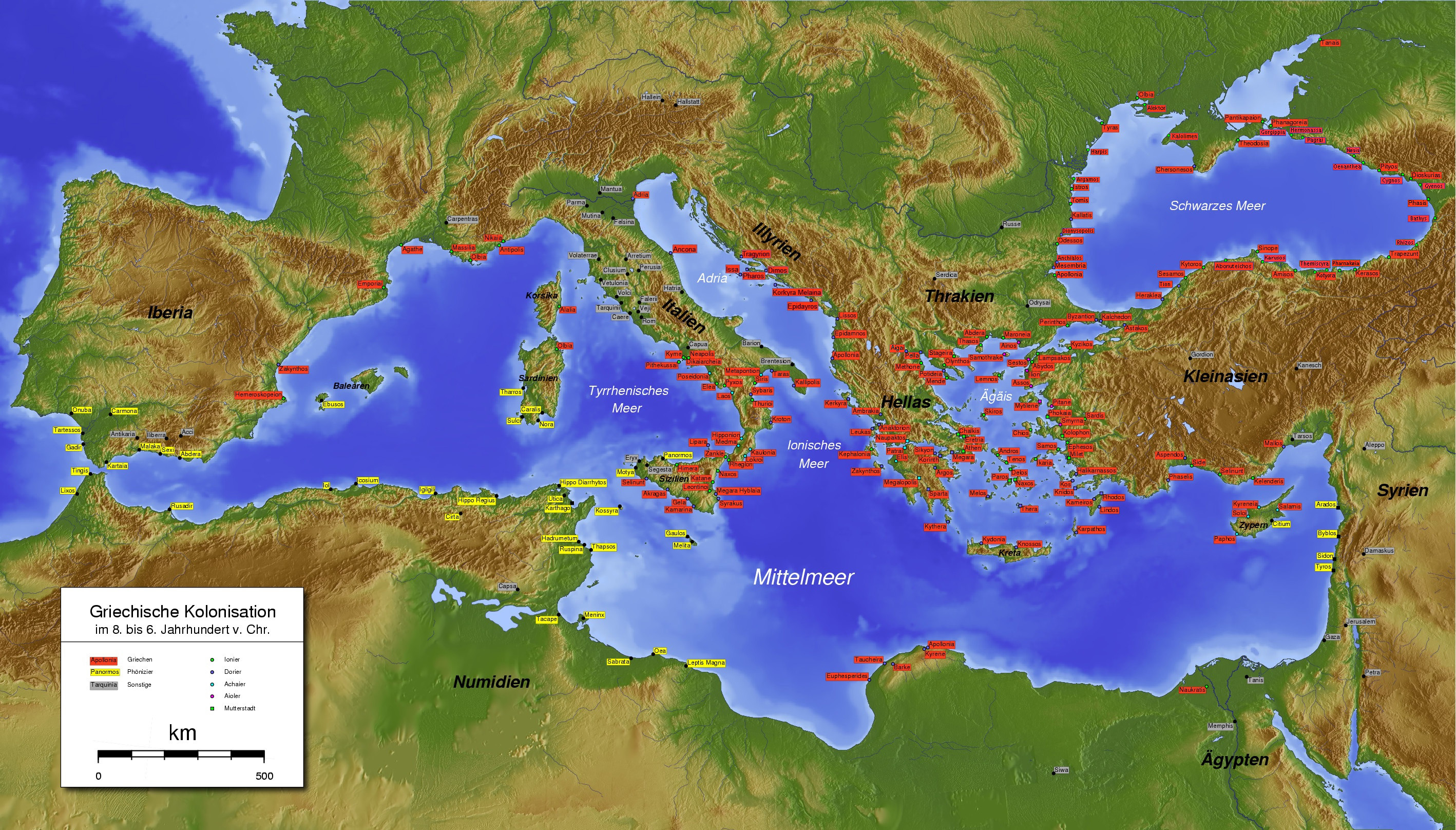
Polis griegas del siglo VIII al VI a. C (nombres enmarcados en rojo -los enmarcados en amarillo son ciudades fenicias y los enmarcados en gris ciudades de otros pueblos-). Los puntos cuadrados distinguen a las metrópolis y los puntos circulares a las colonias. Los colores distinguen a las consideradas jonias (verde), dorias (azul oscuro), aqueas (azul claro) y eolias (rosa).

El exceso de población, los conflictos internos y los intereses comerciales hicieron que desde mediados del siglo VIII a. C. se iniciara un proceso de colonización que se extendería por espacio de dos siglos. Emprendedores comerciales y colonos agrícolas establecieron una serie de nuevas ciudades griegas desde el Mar Negro hasta el Mediterráneo occidental.
Las principales colonias se establecieron, hacia el oeste, en las costas de Sicilia y el sur de la Península itálica (que recibieron el nombre de Magna Grecia: Cumas, fundada por colonos de Calcis, Siracusa, por el corintio Arquias, Tarento, por los espartanos) y la costa mediterránea de las actuales Francia y España (Massalia —actual Marsella— o Emporion —actual Ampurias—, fundadas por los foceos); hacia el este en Jonia (costa de la actual Turquía) y el mar Negro (Bizancio, fundada por los megarenses); y hacia el sur en la costa del noreste de África (delta del Nilo y Cirene).
En un principio fueron los campesinos en busca de nuevas tierras para labrar, los que afrontaron el riesgo. Las ciudades-madre o metrópolis planeaban los detalles del viaje y equipaban a los colonos, que irían liderados por un oikistés (aristócrata al frente de la empresa, que sería reconocido como fundador de la colonia). Al llegar al lugar de destino, el jefe de la expedición escogía un emplazamiento favorable (por sus condiciones defensivas, fertilidad, accesibilidad) y repartía las tierras entre los expedicionarios, en partes iguales, a suertes (cleros, cleruquía). Estos pioneros se convirtieron en importantes terratenientes. De esta manera fueron surgiendo a lo largo del Mediterráneo nuevas ciudades portuarias con un entorno agrícola, y con leyes y costumbres semejantes a las de las polis griegas de donde provenían.

## La polis monárquica y la polis aristocrática

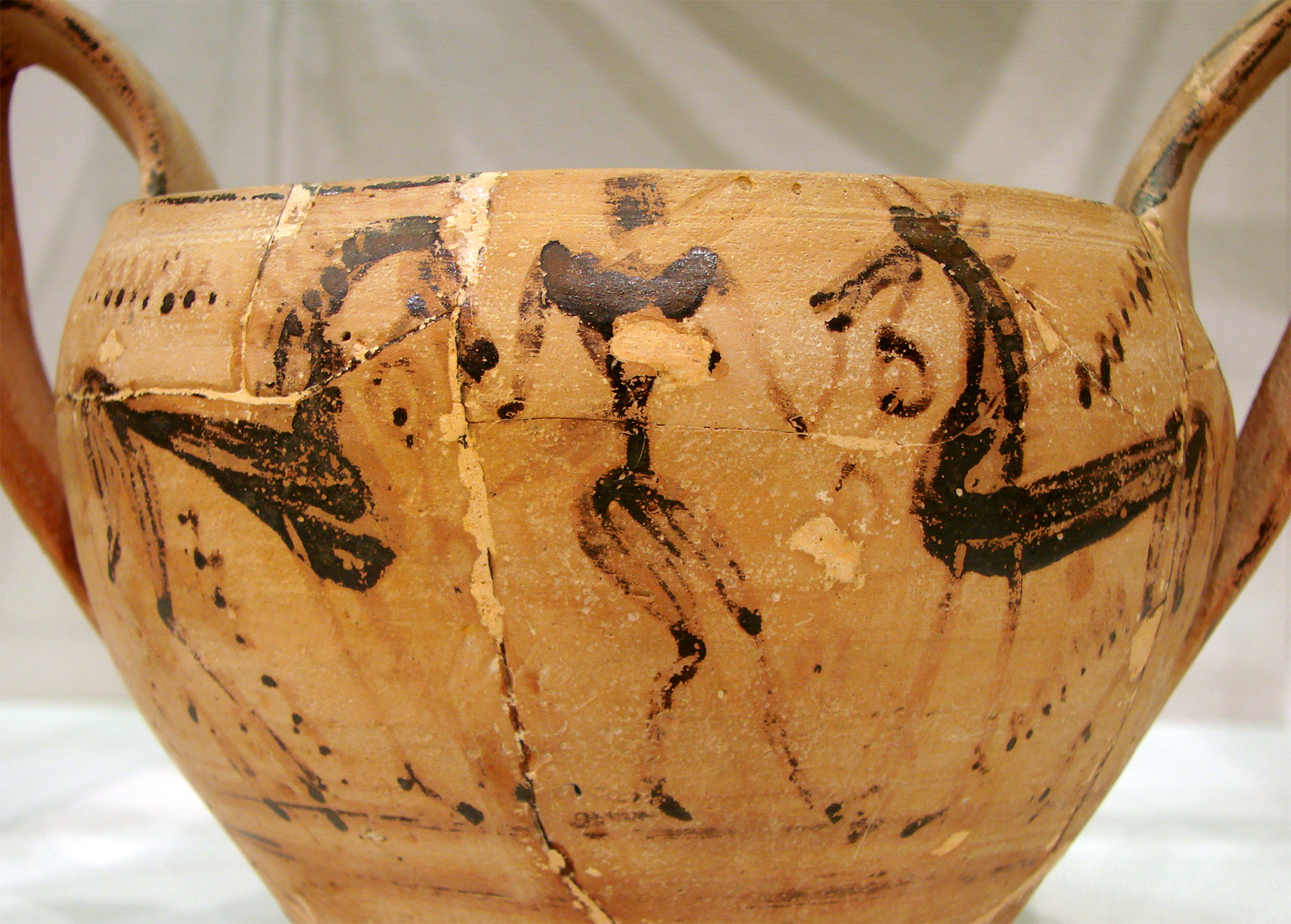
Kantharos del llamado Maestro de los caballos, periodo geométrico, ca. 730-700 a. C.

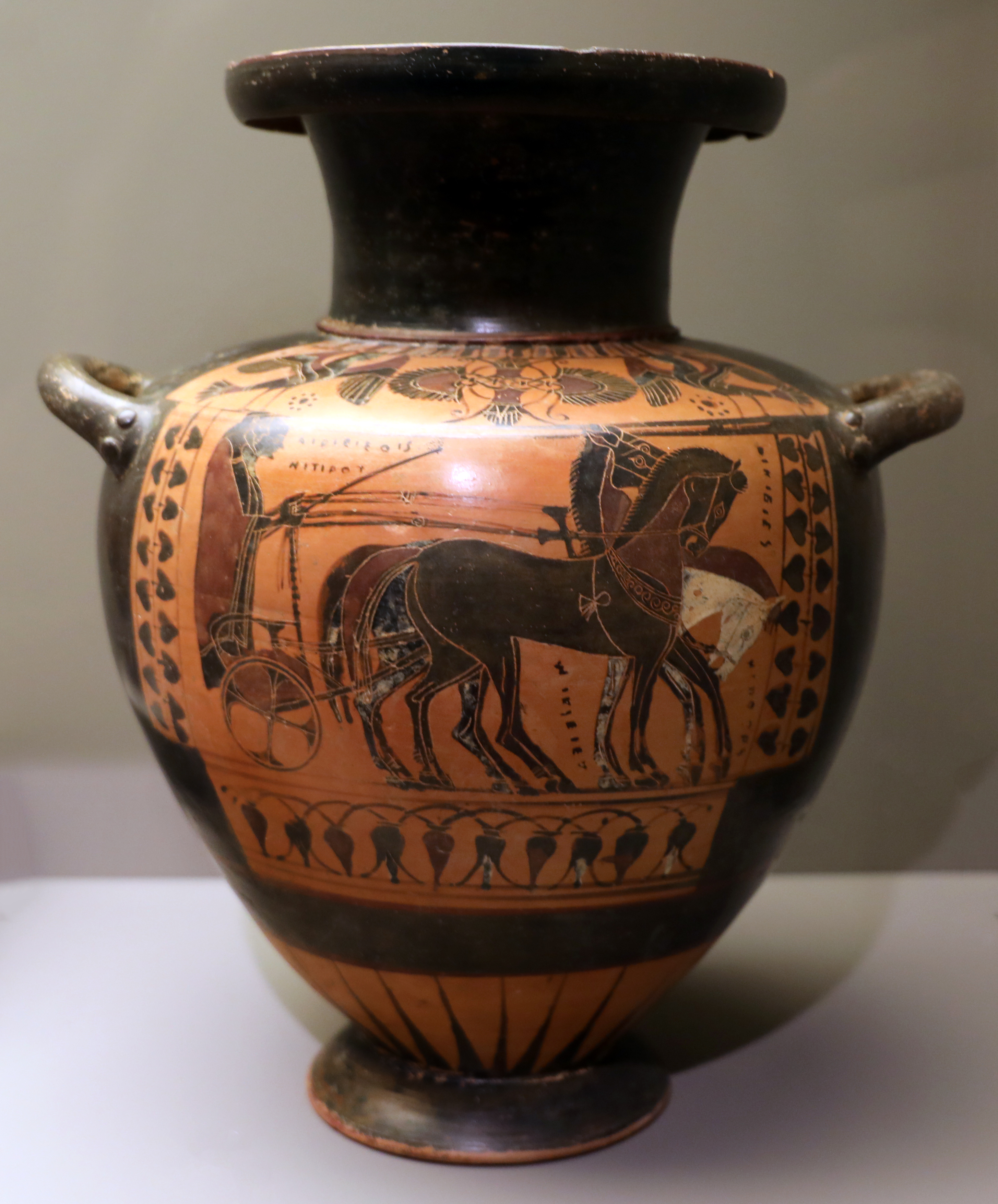
Hidria del llamado Pintor de Guglielmi, que representa una cuadriga, ca. 550 a. C.

En sus inicios, cada polis estaba dominada por un caudillo militar, el basileos (βασιλεύς, traducido habitualmente como «rey»). En muchos casos ejercían el poder religioso y judicial. A mediados del siglo VII a. C., estos gobiernos de tipo monárquico («gobierno de uno») fueron sustituidos por oligarquías (ὀλιγαρχία, «gobierno de unos pocos»), en las que el poder político pasó a manos de asambleas formadas por representantes de las familias locales más influyentes y ricas: los eupátridas (εὐπατρίδαι, «de buenos padres»).
Estas asambleas cada año elegían de entre los eupátridas a un número determinado de magistrados (arcontes, ἄρχοντες, «los que mandan»), que se encargaban de dirigir el ejército (strategos, στρατηγός), la marina (navarco, ναύαρχος) y llevar los asuntos religiosos (Arconte basileus, ἄρχων βασιλεύς)[cita requerida], entre otras funciones (tesmótetas, polemarca, proboulos, kolakretai, apodektai, etc.) El arconte epónimo (ἄρχων ἐπώνυμος) daba nombre al año en que ejercía su cargo.
Los miembros de esta clase dirigente, denominados aristoi (ἄριστοι, «los mejores», «excelentes» o «virtuosos»; esta última acepción derivada de areté, ἀρετή) ejercían el poder político (aristocracia, ἀριστοκρατία, «gobierno de los mejores») al tiempo que dominaban la economía de la polis a través de su control de la propiedad de la mayor parte de las tierras (aristocracia como timocracia, «gobierno de los que tienen honor» identificada con la plutocracia, «gobierno de los ricos»). Eran los únicos que podían hacer frente al alto coste que suponía la adquisición y el mantenimiento del equipo bélico que permitía entrar en batalla como los campeones homéricos que se representan en la Ilíada (caballos y carro de guerra, armas y armaduras de metal: primero de bronce y luego de hierro). El pueblo gobernado (δῆμος, demos) solamente participaba en la vida pública cuando así era requerido por la asamblea aristocrática.
Este sistema revela la existencia de círculos de parentesco con rangos hereditarios. Desde su nacimiento cada persona, ya fuera un terrateniente o un campesino, quedaba integrada en su correspondiente tribu (φυλαι, phylai); y dentro de ésta en una concreta «hermandad» (φρατρία, fratría) compuesta por los pretendidos descendientes de un héroe o dios ancestral. La rígida estructura social justificó el predominio y capacidad de liderazgo de la aristocracia griega durante mucho tiempo.

### Desestabilización de la aristocracia

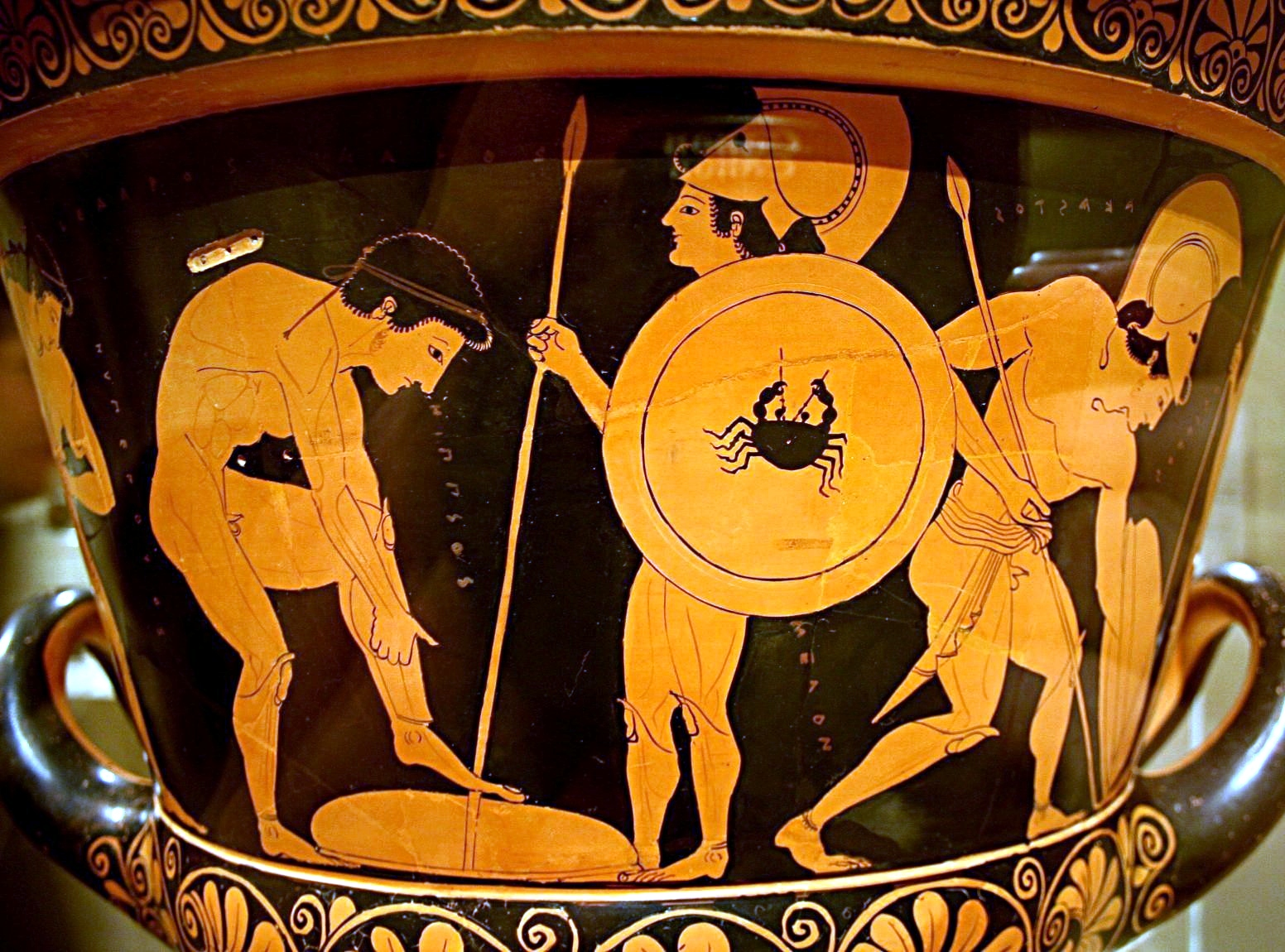
Crátera de Eufronio, ca. 515 a. C. Representa a un grupo de jóvenes atenienses armándose con el equipo militar propio de los hoplitas.

Diferentes factores hicieron que, con el tiempo, la aristocracia viera desestabilizado el orden político y social que garantizaba su supremacía:
- Consolidación del comercio y de la artesanía como actividades generadoras de riqueza: Ciudadanos que no provenían de las grandes familias prosperaron gradualmente hasta lograr una cierta riqueza, pero seguían careciendo de derechos políticos.
- Conflictividad social y revueltas o enfrentamientos civiles dentro de las polis (στάσις, stasis): El empobrecimiento de los campesinos les hacía endeudarse y no poder hacer frente a tales deudas. En tal situación se recurría a la esclavitud por deudas, lo que provocó una gran tensión social con el consecuente estallido de revueltas.
- Necesidad de mayores ejércitos: La necesidad de tener más cantidad de soldados requería que fueran reclutados entre el pueblo, con lo que se creó la falange hoplítica. Al ser ciudadanos no aristocráticos los que defendían ahora la polis, acabaron pidiendo un reconocimiento de sus derechos políticos.

## De la polis arcaica a la polis clásica

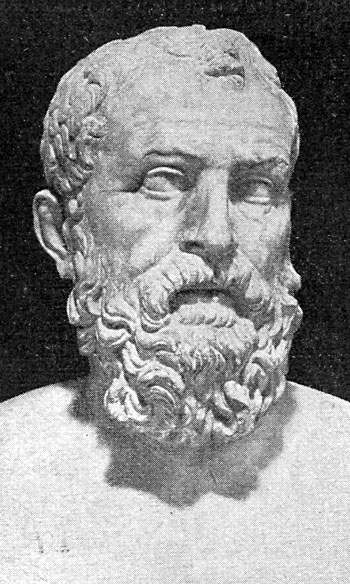
Solón.

Con el objetivo de resolver la crisis política y social, en algunas polis se decidió dar una respuesta a las exigencias reformistas de las clases inferiores y medias, con lo cual se impulsaron medidas en favor de una mayor justicia social.
Se eligieron magistrados extraordinarios (nomothetas: 'legisladores') para redactar nuevas leyes y mediar en los conflictos existentes. Entre estos legisladores estaban Zaleuco de Locros y Carondas de Catania, que decidieron distribuir más equitativamente el poder entre los ciudadanos. La legislación del aristócrata ateniense Dracón subordinó el poder de las tribus a la justicia del Estado. Entre los legisladores más prestigiosos del mundo griego arcaico estuvieron el espartano Licurgo y el ateniense Solón.

### Reformas de Solón
Con el fin de evitar los enfrentamientos internos (stasis) mediante la disminución de las desigualdades sociales, Solón emprendió a principios del siglo VI a. C. una serie de modificaciones legislativas que pueden considerarse como una «constitución» de Atenas. Para favorecer a los pequeños agricultores suprimió los impuestos excesivos, se cancelaron las hipotecas y se abolió la esclavitud por deudas, devolviendo la libertad a los que ya habían caído en ella. También impuso medidas que igualaban a los nuevos ricos con los antiguos terratenientes, modificando las instituciones políticas y estableciendo la igualdad legal (isonomía, ἰσονομία) de todos los ciudadanos ante las nuevas leyes y su obligado cumplimiento.

### Las polis de los tiranos

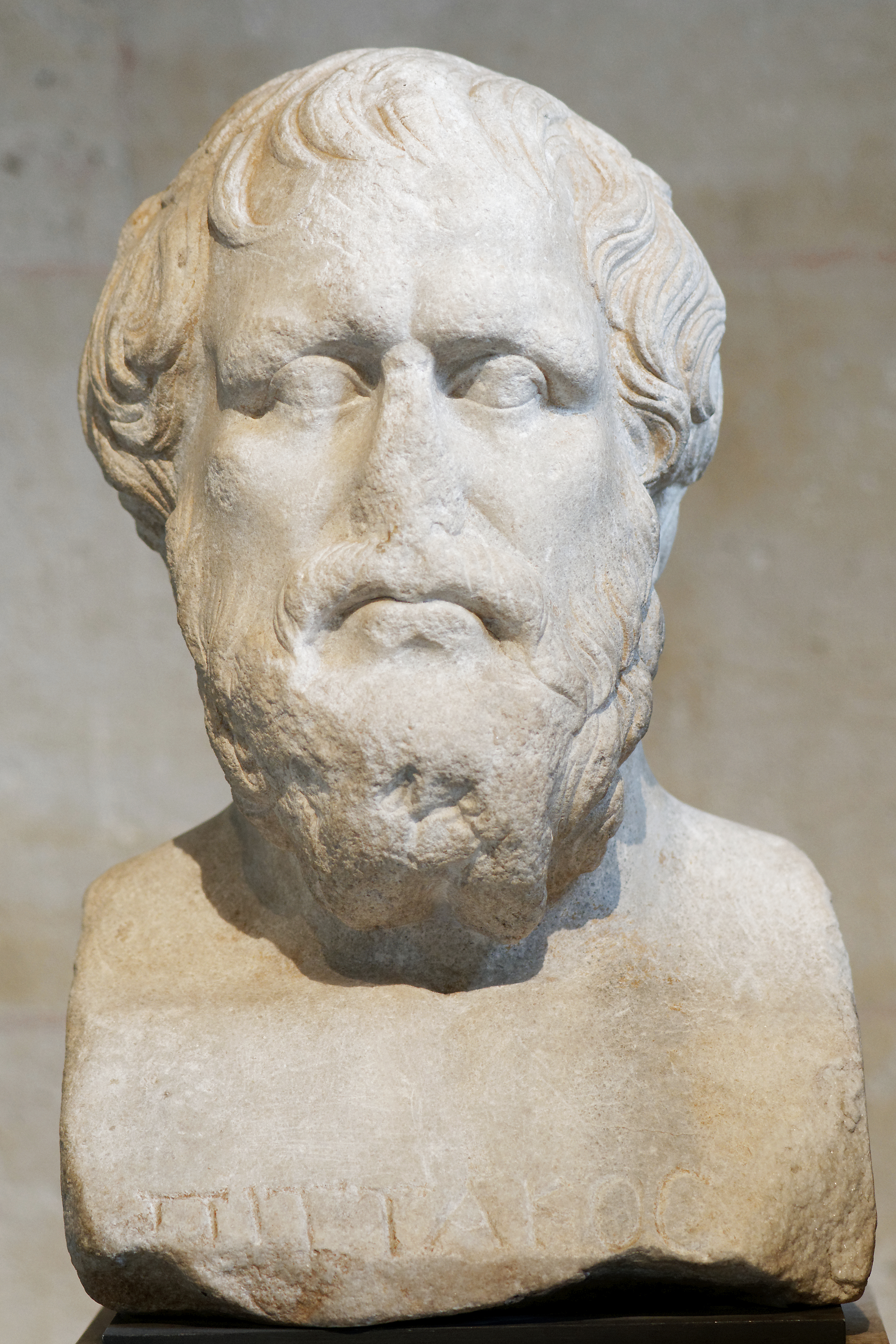
Pitaco de Mitilene, tirano altamente popular, cuya sabiduría se hizo proverbial, considerándosele uno de los siete sabios de Grecia.

A pesar de las reformas emprendidas en muchas polis, los conflictos sociales continuaron. Entre los siglos VII y VI a. C., la situación fue aprovechada por aristócratas que, actuando de manera aislada y fuera de los procedimientos legales, ocupaban el poder mediante usurpación, privando a las oligarquías locales de su ejercicio tradicional del poder. Estos personajes recibieron el nombre de tiranos (τύραννος, tyrannos, palabra que llegó al griego como préstamo de alguna lengua de Asia Menor, probablemente el lidio, con el significado de 'señor', 'soberano', es decir, 'gobernante absoluto no limitado por las leyes').
Los tiranos llevaron a cabo, en sus comienzos, políticas populares o «demagógicas» para conseguir la aceptación por parte del pueblo y garantizarse su apoyo en contra de las familias aristocráticas. Impulsaron la construcción de suntuosos templos y otros edificios, e invirtieron los impuestos en obras públicas, que posibilitaron que una gran parte de la población tuviera trabajo. Se organizaban, además, fiestas religiosas en las que participaban todos los ciudadanos sin distinción de clases. Fomentaron la convivencia ciudadana, la creación y reforma de leyes, respetando o no el ordenamiento jurídico o constitucional vigente; cuando tenían la oportunidad sustituían a los magistrados por amigos y familiares. Muchas de las ciudades sometidas al gobierno de tiranos prosperaron, ampliándose el comercio de forma considerable.
Su popularidad y prestigio se veían incrementados cuando participaban en guerras contra polis rivales.

## Crisis de la polis clásica
Las guerras médicas (499-449 a. C.), a pesar de la victoria de los griegos frente a los persas, no significaron en realidad la independencia de las polis griegas, sino la apertura de un periodo de hegemonía ateniense (el llamado siglo de Pericles, en realidad limitado a las décadas centrales del siglo V a. C.) a través de la liga de Delos, que se cuestionó por sus rivales liderados por Esparta y agrupados en la liga del Peloponeso; lo que llevó al enfrentamiento de ambos bloques en la guerra del Peloponeso (431-404 a. C.)
Para Antonio Tovar, la muerte de Sócrates (399 a. C.) constituye «el momento en que se marca la crisis de la pólis».
Las guerras, mantenidas año tras año, arruinaron la base social de la polis clásica: el propietario medio, con recursos suficientes para mantener su armamento como hoplita, fundamento de sus derechos y obligaciones políticas y militares. Las ciudades vieron crecer su población en grandes masas depauperadas, tanto a causa del éxodo rural de campesinos arruinados (se habla de «proletarización») como por el crecimiento del número de esclavos procedentes de las guerras; situación que, en una coyuntura de decadencia del comercio y la artesanía, originó una fuerte inestabilidad política, sucediéndose constantes episodios de represión y revueltas que dentro de cada polis aupaban al poder a bandos rivales.
Tras un breve periodo de hegemonía tebana, ya a mediados del siglo IV, la debilidad interna y enfrentamiento entre las distintas polis permitieron la imposición de un poder exterior: la monarquía macedónica de Filipo II, que confirmó su dominio en la batalla de Queronea (338 a. C.) y la formación de la liga de Corinto.

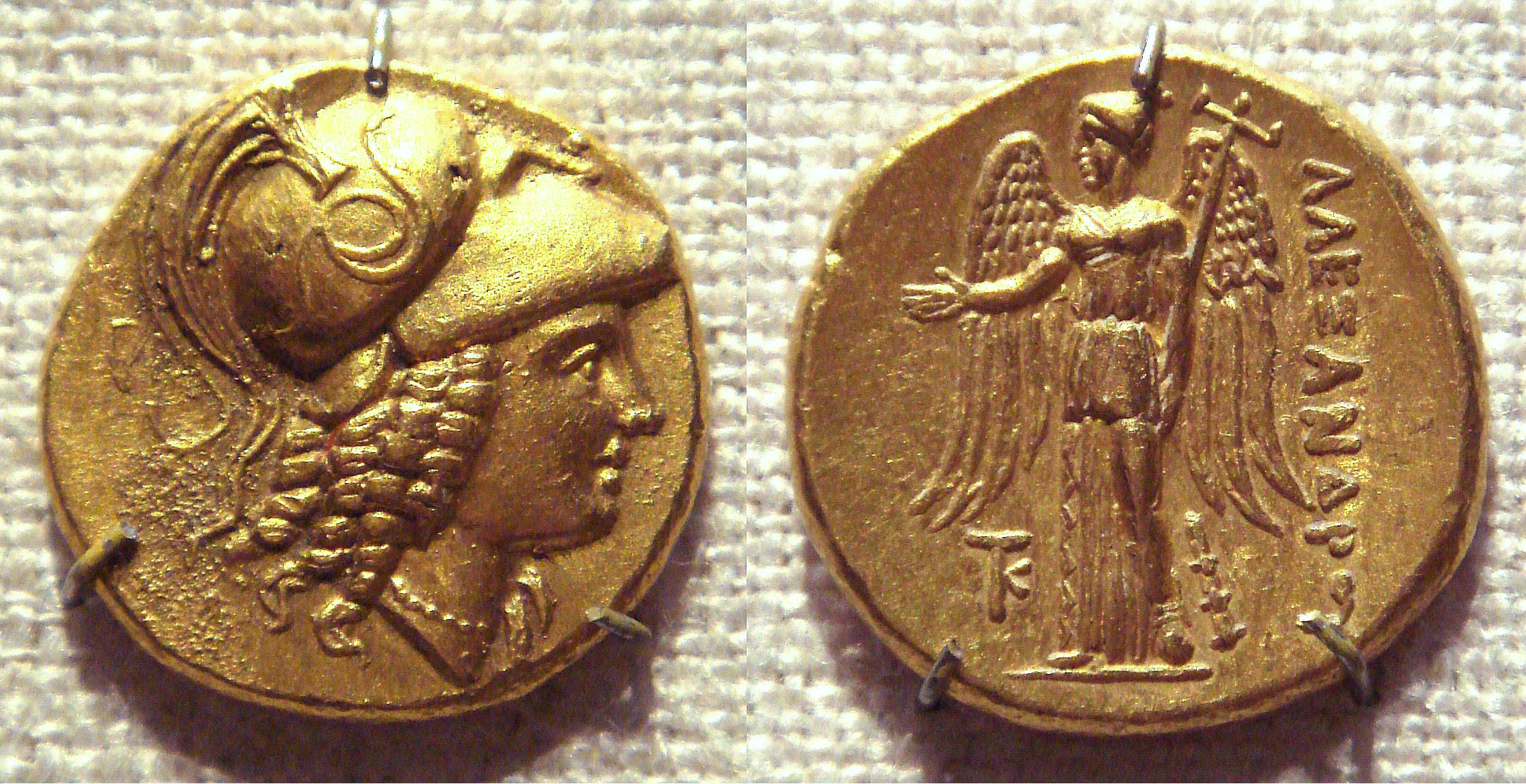
Estatero de oro acuñado con la efigie de Alejandro Magno en una cara y la de Atenea Niké en la otra. La figura del rey helenístico se divinizaba o al menos se elevaba por encima de la condición de sus súbditos, lo que era considerado una subversión de la idiosincrasia griega: algunos soldados de Alejandro se resistieron a la introducción de la costumbre oriental de la proskynesis (προσκύνησις), el saludo ritual que implicaba arrodillarse ante él.

La expedición a Oriente de Alejandro Magno (334-323 a. C.), que inicia la época helenística, puede verse en buena parte como una respuesta a los graves problemas económicos, sociales y políticos que confluyeron en la crisis de la polis clásica; de una forma similar a cómo la expansión colonial de siglos anteriores había sido una válvula de escape a los problemas de la polis arcaica.

[...] las grandes conquistas de Alejandro sirvieron para mitigar la crisis en Grecia. [...] los cuantiosos donativos de Alejandro a las ciudades, el botín traído por los oficiales y soldados que regresaron, la acuñación por Alejandro de las inmensas reservas metálicas de Asia, la conversión del ejército enriquecido en consumidor de los productos industriales y agrícolas de Grecia, significan la entrada de riquezas importantes [...] la fundación de ciudades griegas en los territorios conquistados, fue otro elemento de trascendencia económica. Si es exagerado el número de 75 que da Plutarco [...] es verdad que la importancia de algunas de ellas compensa de esta exageración; y [...] ciudades ya existentes, como Tiro o Gaza, entran dentro de la corriente económica helénica. Claro que estos desplazamientos económicos tuvieron consecuencias graves para las póleis griegas, pues una emigración activísima acentuó su despoblación.
Al plantearnos el problema de la decadencia de la pólis, nos encontramos con que, en vez de una interpretación catastrófica que nos permitiera señalar día y hora para el fin de la vida autónoma y normal de las más importantes, se trata de una evolución lenta y complicada, que no podemos fijar ni aun en los casos mejor estudiados y sobre más datos. Si nos fijamos en la constelación de lo político con lo intelectual, un año para fechar el fin de Atenas sería el 262, cuando la somete Antígono Gonatas. En ese año muere Filemón, el último de los grandes poetas cómicos; Filócoro, el último gran historiador de Atenas, y Zenón, el estoico, el último gran filósofo creador. «Parece que las musas abandonan Atenas junto con la independencia».
Tovar, 1961, pp. 18-19

## Urbanismo

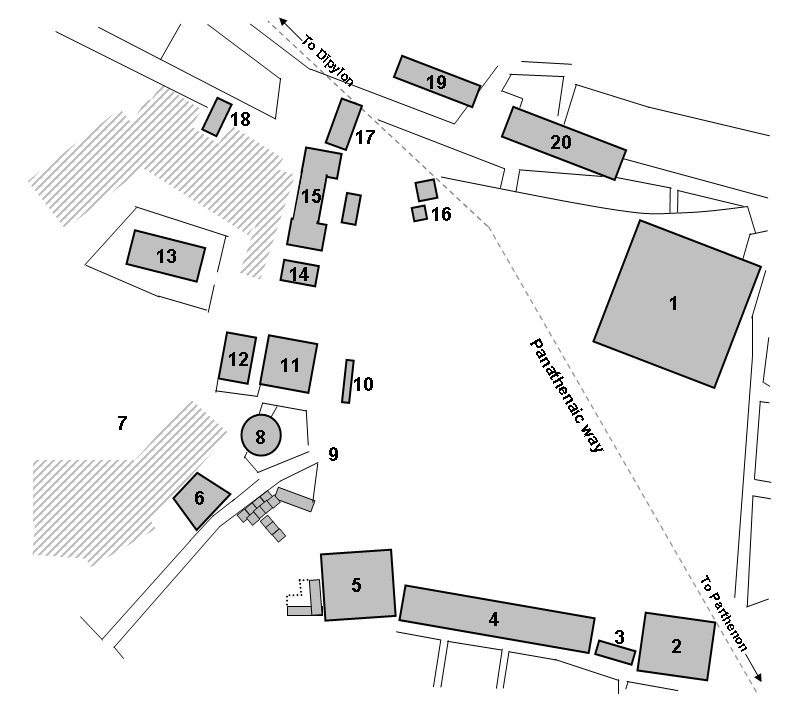
Plano del ágora de Atenas en el siglo V a. C.

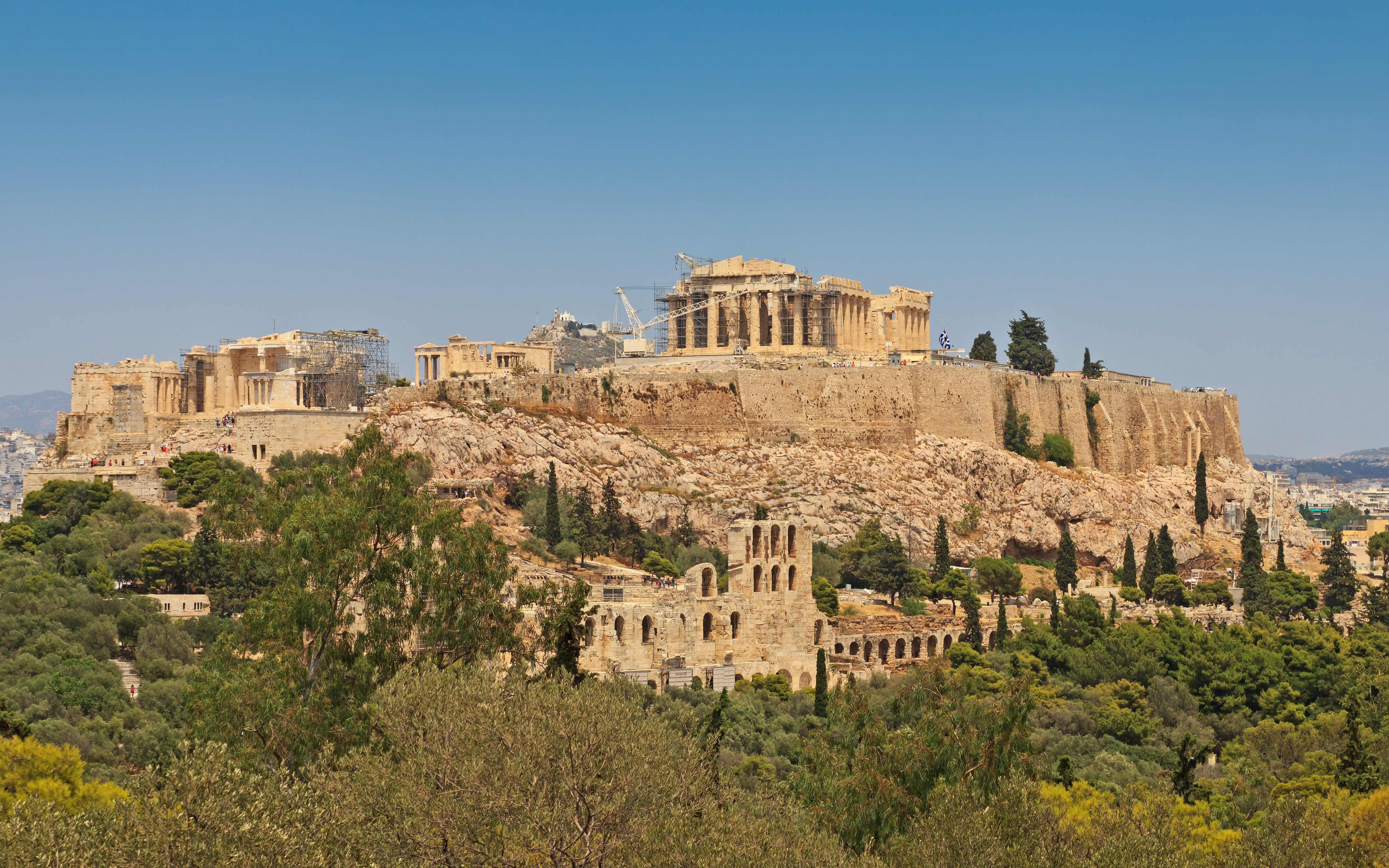
Acrópolis de Atenas, emplazamiento original de la polis inicial de la Edad Oscura, fue destruida durante la invasión persa y reconstruida con los fondos de la liga de Delos durante el llamado «siglo de Pericles». La construcción de una extensa muralla entre Atenas y el puerto de El Pireo (los «Muros Largos») fue también un proyecto de gran envergadura; destruidos por los espartanos al final de la guerra del Peloponeso, fueron vueltos a construir en el siglo IV.

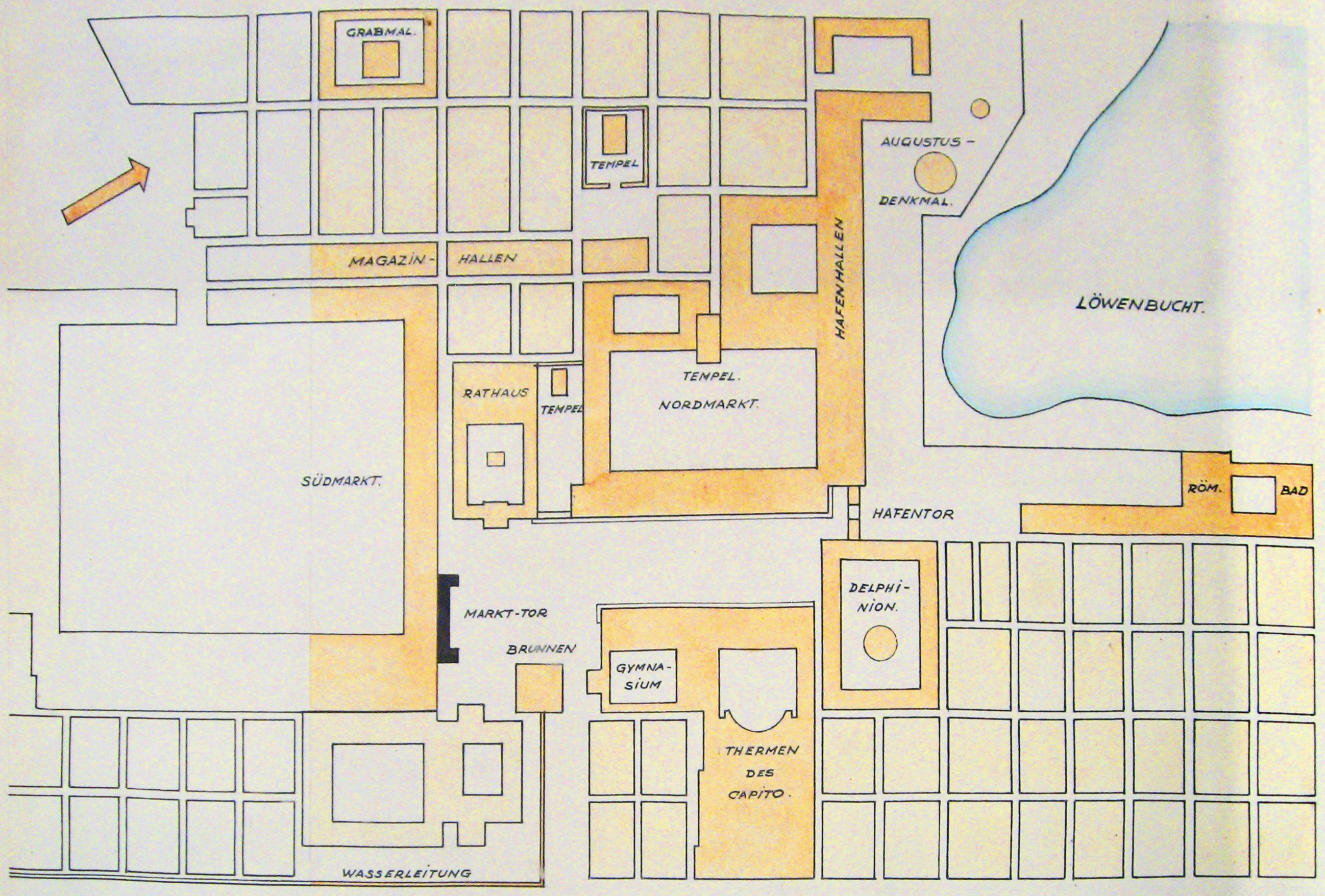
Plano de la zona central de Mileto, una ciudad jonia, con el mercado y sus alrededores, hacia el 200 a. C. El trazado regular se debe a la planificación de Hipodamos, en el siglo V.

La ciudad-estado griega, la polis, tenía un plano ortogonal, más regular cuanto más organizada estuviese la ciudad. Tenían edificios y lugares públicos donde se reunía el pueblo, y donde se organizó la democracia y surgió la filosofía. Estos lugares son los templos, el ágora, el mercado que a veces estaba cubierto con soportales (la stoa). También, fue necesario construir edificios de administración y de ocio, como los teatros y los estadios. El plano tópico es el que aplicó en Mileto Hipodamos, al que Aristóteles atribuye el habernos legado la doctrina de la distribución lógica de la ciudad. Este plano se basa en la disposición ortogonal de las calles y las manzanas. Todas las calles debían de tener la misma anchura, y la distribución de oficios debería hacerse con criterios lógicos. Los griegos construyeron colonias en diferentes partes del Mediterráneo, y para la construcción de nueva planta de una ciudad este tipo de plano es muy útil. Ciudades como Mileto, Atenas, Esparta, Antioquía, etc., tienen esta tipología, modificada solo por la topografía. Siempre que se puede, el plano está orientado en dirección norte-sur, con lo que todas las viviendas tenían una fachada con vistas al sur.

Alejandría hacia el 30 a. C., una polis helenística.
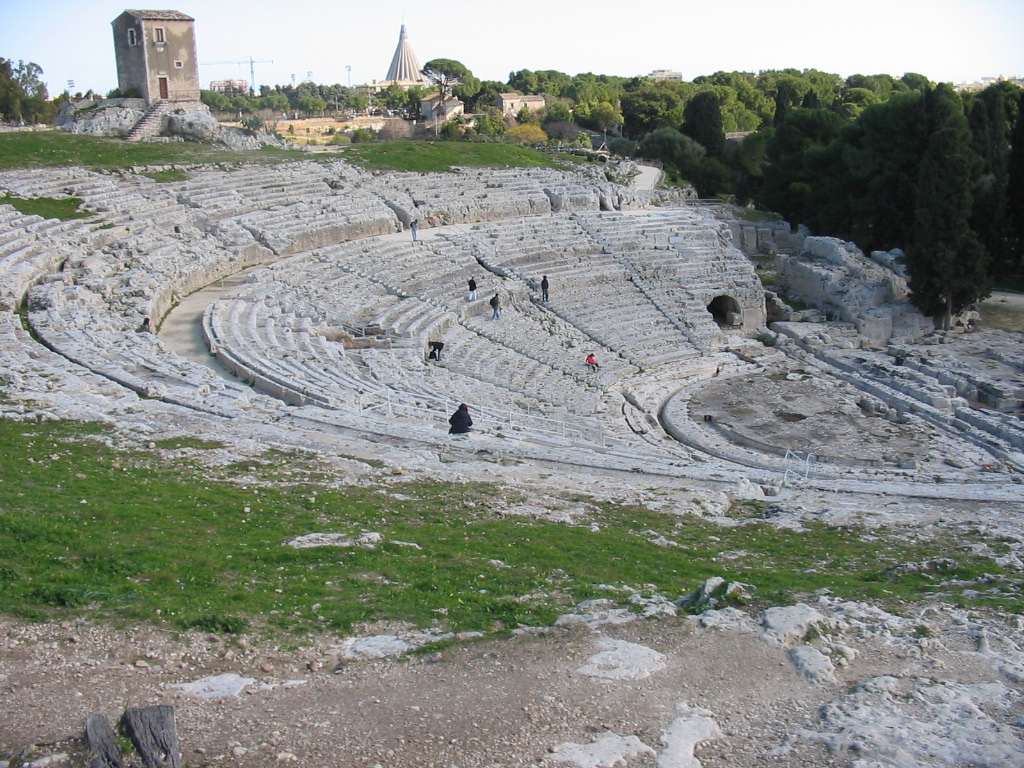
Teatro de Siracusa, una colonia griega en Sicilia.